# Japán graffiti

Békevágyat hirdető graffiti Oszakában

A japán graffiti a graffiti japán megjelenése, amelynek alapjait a New York-i fiatalok falfirkái fektették le, amelyek legelőször a 80-as évek elején jelentek meg Japánban.

## New York: a japán graffiti bölcsője
A New York-i graffiti megjelenése a hetvenes évekre tehető. A graffiti egy eszköz volt ahhoz, hogy a maguk sajátos módszereivel vívják meg harcukat, amikor fellázadtak a munkanélküliség és a rasszizmus ellen a fiatalok (a graffitire gyakran használják a bombázás kifejezést).

## Hódítása
A graffiti a 90-es években tört be Japánba, és mára olyan erős műfajjá vált, hogy még a kortárs múzeumok is befogadják a falműveket. 
2005-ben Japán egész területéről érkeztek graffitiművészek, akik bemutatták művészetüket a múzeum falain az Art Tower Mito kortárs művészeti központba. Ez remek lehetőséget biztosított arra, hogy a graffiti világát kulturális, szociális és gazdasági keretek között is megjelenítsék, megmutatva kapcsolatát a művészettörténettel.

## Harc a rendszer ellen
A japán oktatási rendszerben az írás és olvasás tanítása szigorúan zajlik, az oktatás standardizált, a diákok a tanulással együtt ismerik meg saját kultúrájuk domináns ideológiáit. 
Az önkifejezés egyik eszközéül a graffitit választották. Így jelzik a fiatalok lázadásukat a társadalmi berendezkedés ellen. Ez egy olyan rendszer ellen, ahol a társadalmi egyetértés az egyéni jogok fölé magasodik. A graffitiművészek próbálják visszanyerni az egyén és kreativitás szabadságát, a városi épületek falfelületein megjelenő szimbólumok egy underground közösség testamentumaként is értelmezhetők. S bár a japán graffitisek nem szenvednek ugyanattól a társadalmi megosztottságtól, mint New York-i társaik, náluk az iskolai presszúra, a tömegfogyasztás, az individuum elnyomása azok a tényezők, amelyek ellen a graffiti lázad.

## Önálló nyelv

Henohenomohedzsi. A szót hét hiragana alkotja: he (へ), no (の), he (へ), no (の), mo (も), he (へ) és dzsi (じ). Az első kettő he a két szemöldök, a két no a két szem, a mo az orr és az utolsó he a száj

Kutatók szerint a graffiti jelrendszere az ókori kéziratok szövegeihez hasonló utat járt be; az írást az analfabetizmus idején hatalmas misztikum övezte. Sokan úgy vélik, hogy csak azok tudják dekódolni a graffitit, akik értik a japán szlenget. Azonban ők kevesen vannak, a többség nem tudja értelmezni ezeket az üzeneteket. Szövegei, jelei, szimbólumai a többség számára olvashatatlan, az alkotók rejtett kódokon keresztül ábrázolják a városi környezetet. Konfliktusokról, harcokról, győzelmekről szólnak, azonban ezek a graffitik művészi önportrék is ; a képek segíthetnek megérteni az alkotó szociális és kulturális személyiségét. Japánban a művészek a gazdag grafikai hagyaték, az anime és videójátékok karakterhősei gyakran felfedezhetők. A saját karakterek, nyelvtani fordulatok, szokatlan zsargon, mitológiai elemek, futurisztikus harcosok, latin ábécé, rejtélyes üzenetek, buddhista, hindu szövegek, mandala-motívumok mind-mind a japán graffiti elemei. Világviszonylatban legkarakteresebben a japán graffitiművészek alkotásai különböztethetők meg, munkáik a jól felismerhető ikonográfiával és egyedi stílusjegyekkel kiemelkednek. A graffiti érdektelen és észrevétlen területekre irányítja rá a figyelmet; élénk színek, erős kontúrok és a 3D-s megjelenés jellemzi, éppen ezért a falfirkát sokan alternatív reklámfelületnek is tekintik, amelyek illegálisan és anonim módon olyan területeket foglalnak el, amelyek potenciális reklámfelületek is lehetnének. Néhány vállalat egyszerűen a graffiti eszköztárát használja saját reklámjaihoz, megoldásképp. Ezek a próbálkozások azonban megbosszulják magukat, a többi graffitiművész percek alatt eltünteti, összefirkálja az ilyen jellegű reklámokat. Ilyen tekintetben a graffiti hatékony eszköz lehet ahhoz is, hogy felforgassa a kormány, a gazdaság által küldött üzeneteket. 
A graffitit nem feltétlenül sorolják a kortárs művészetek közé: minden alkotás egy adott helyhez, időben korlátozva jelenik meg, amit egy olyan közösség hoz létre, amelyet a tőke vezérelte piac nem ismer el - vagyis ez a „termék” nem eladható.